# Đèo Franconia
Đèo Franconia (tiếng Anh: Franconia Notch) (độ cao 1.950 bộ/590 mét) là một đèo lớn trên Dãy núi White thuộc tiểu bang New Hampshire. Đèo này nằm giữa Núi Cannon ở phía tây và Núi Lafayette ở phía đông. Nó nằm chủ yếu bên trong Công viên Tiểu bang Đèo Franconia và có Xa lộ Công viên Đèo Franconia (Xa lộ Liên tiểu bang 93 và Quốc lộ Hoa Kỳ 3) chạy qua.
Đèo này có một hình thù đá tên là "Old Man of the Mountain" (ông già của núi), là một biểu tượng của tiểu bang New Hampshire cho đến năm 2003 khi hình thù đá này bị đổ.
Đèo nằm chủ yếu trong thị trấn Franconia nhưng kéo dài về phía nam vào trong Lincoln.  Nó bị bao quanh ở phía đông bởi Dãy núi Franconia gồm có Núi Lafayette (5.249 foot/1.600 m), Núi Lincoln (5.089 foot/1.551 m), và Núi Little Haystack (4.780 foot/1.460 m), và ở phía tây bởi Dãy núi Cannon cao 4.080 foot (1.240 m) và mặt dốc của vách núi Cannon.  Đỉnh cao của ngọn đèo này nằm gần điểm đầu phía bắc của nó, ở dưới chân Núi Cannon.  Hồ Echo nằm ngay phía bắc điểm cao của ngọn đèo này, có một dòng chảy vào Suối Lafayette, Sông Gale, Sông Ammonoosuc, và sau cùng Sông Connecticut là con sông đi vào Vịnh Long Island tại Old Saybrook, Connecticut.  Ngay phía nam điểm cao, Hồ Profile nằm bên dưới vách núi. Vách núi này trước đây từng có hình tượng đá "Old Man of the Mountain".  Hồ Profile là nguồn của Sông Pemigewasset, sông nhánh chính yếu của Sông Merrimack chảy đến Vịnh Maine tại Newburyport, Massachusetts.

## Liên kết ngoài

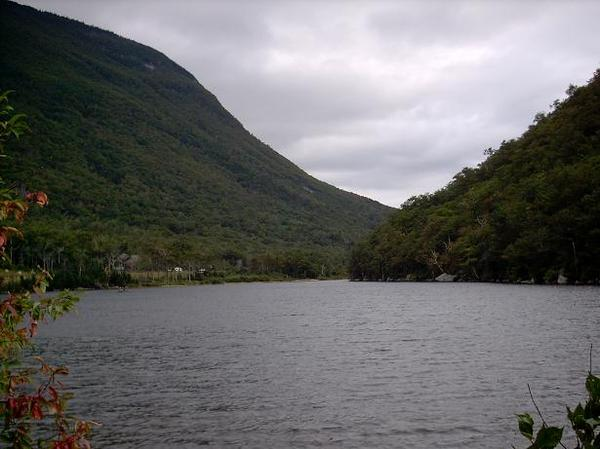
Đèo Franconia, nhìn về phía nam từ Hồ Profile